# Кем Фаулер
Кемерон Меттью Фаулер (англ. Cameron Matthew Fowler; нар. 5 грудня 1991, м. Віндзор, Канада) — американський хокеїст, захисник. Виступає за «Анагайм Дакс» у Національній хокейній лізі.
Виступав за «Віндзор Спітфаєрс» (ОХЛ), «Анагайм Дакс», ХК «Седертельє» (локаут).
В чемпіонатах НХЛ — 345 матчів (29+121), у турнірах Кубка Стенлі — 42 матчі (3+18).
У складі національної збірної США учасник зимових Олімпійських ігор 2014 (6 матчів, 1+0), учасник чемпіонатів світу 2011 і 2012 (15 матчів, 2+6). У складі молодіжної збірної США учасник чемпіонату світу 2010. У складі юніорської збірної США учасник чемпіонату світу 2009.
Досягнення
- Переможець молодіжного чемпіонату світу (2010)
- Переможець юніорського чемпіонату світу (2009)
- Чемпіон ОХЛ (2010)

Нагороди
- Найкращий захисник юніорського чемпіонату світу (2009)